# Замок у селі Висічка

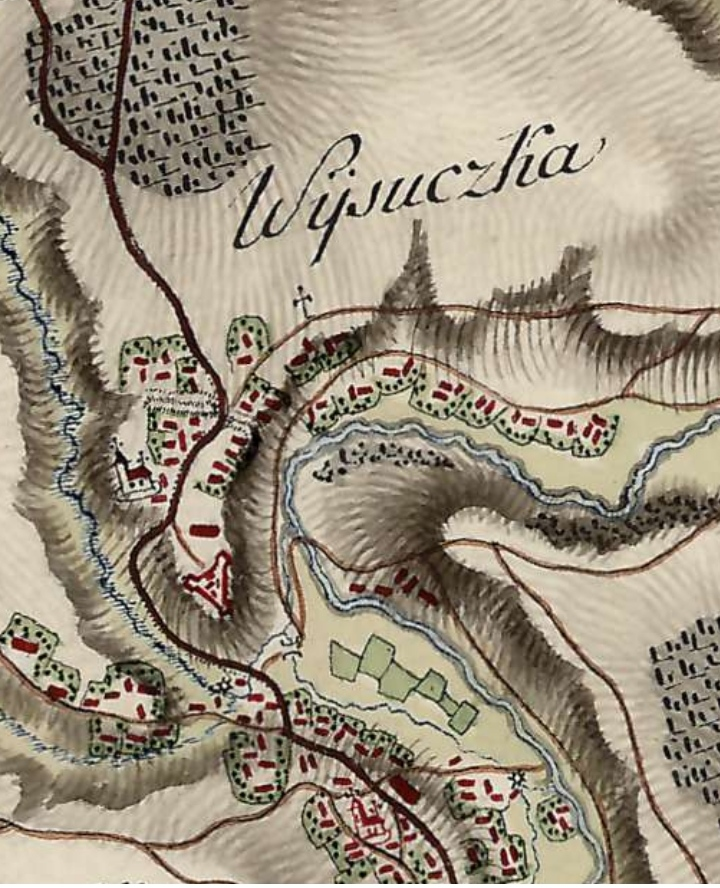
Висічка і замок на мапі Фрідріха фон Міґа

Замок у селі Висічка (пол. Zamek w Wysuczce) — фортифікаційна споруда у селі Висічка Борщівського району Тернопільської області. Пам'ятка архітектури національного значення. До 2010 року вціліла лише південно-східна вежа фортеці.

## Відомості
Розташований у с. Висічка Чортківського району на вершині гори в межиріччі р. Нічлави та її правої притоки — струмка Драпаки. На цьому місці виявлено залишки давньоруського городища, на території якого у XVII ст. збудований замок у вигляді чотирикутника. Кожен наріжник був увінчаний вежею, з північного боку розташована в'їзна брама.
1672 рік — замок захопило турецьке військо, невдовзі поляки відвоювали фортецю.
В 1675 р. тут перебував з облогою король Ян III Собеський. 
Наприкінці XVII ст. зруйнований замок занепав.
На початку XIX ст. власниця Висічки, Голєйовська-Чарковська, збудувала на руїнах палац, що примикав до південно-західної вежі. Збереглися світлини та малюнки того часу, на яких зображено палац на горі, оточений парком,  який нагадує своєю мальовничістю європейські замки.
Нині збереглися: фундаменти палацу та оборонних мурів, шестикутна південно-східна двоїярусна вежа (одна з двох), залишки південно-західної вежі були зруйновані в 1991 році за рішенням Глибочецької сільради, до якої тоді належало с. Висічка.